# 来栖三郎 (外交官)
来栖 三郎（くるす さぶろう、1886年（明治19年）3月6日 - 1954年（昭和29年）4月7日）は、日本の外交官。駐ドイツ特命全権大使としてベルリンで日独伊三国同盟に調印。その後、特命全権大使としてアメリカ合衆国に派遣され、大東亜戦争直前の日米交渉にあたる。戦後GHQにより公職追放された。

## プロフィール

### 生い立ち
神奈川県横浜市生まれ。旧制横浜第一中学校を経て、1909年に東京高等商業学校（一橋大学の前身）専攻部領事科卒。

### 外交官
1909年、外交官及び領事官試験（いわゆる外交官試験）に合格。1910年、外務省に入省。同期に斎藤博など。
漢口、ホノルル、ニューヨーク在勤、シカゴ領事、マニラ総領事、在チリ公使館一等書記官、在イタリア大使館一等書記官、在ギリシャ公使館一等書記官、ハンブルク総領事、シカゴ総領事を経て、1928年、駐ペルー特命全権公使、1932年、外務省通商局長、1936年、駐ベルギー特命全権大使。
第二次世界大戦が始まった1939年から、ナチス・ドイツにおいて駐独逸国特命全権大使を務め、日独伊三国同盟締結時には日本代表として同同盟の調印式に出席した。なお、当時の駐伊太利国特命全権大使は東京高商の後輩にあたる天羽英二（のちに外務次官、内閣情報局総裁）。

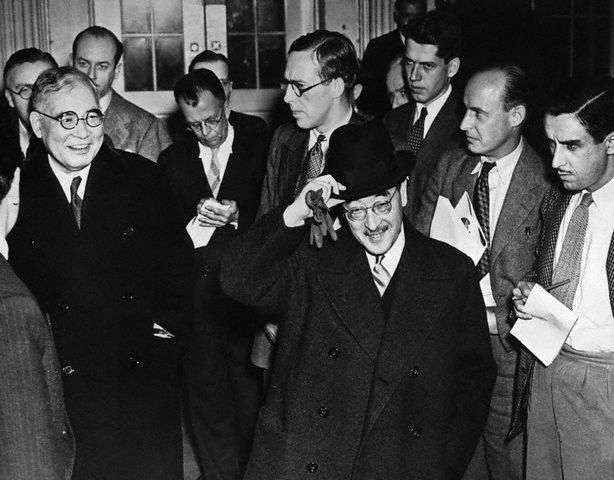
ホワイトハウスでルーズベルト大統領との会談を終えて記者団と会見する来栖・野村両大使（1941年11月27日）

その後、東郷茂徳外相により、日米交渉を担当する遣米特命全権大使を拝命、異例の「第二大使」としてワシントン入りし、野村吉三郎駐米大使を補佐するかたちで日米交渉にあたる。来栖自身が、三国同盟調印時の駐独大使であったため、米側は来栖を親枢軸国派とみなし、嫌悪感すら抱いていた。国務長官コーデル・ハルも日記で来栖を酷評しており、この人事は米側の不信感を招き日米交渉に逆効果だったという指摘もある。
日本国内でも、既に開戦を覚悟していた陸軍中枢では「来栖の飛行機墜落を祈るもの」さえいる始末だった。

### 公職追放
翌1942年には、日米開戦に伴い2回に渡り運航された日米戦時交換船で帰国する。1945年2月に退官し、戦後はGHQにより公職追放される。1951年に追放解除となるが、1954年に死去した。

## 栄典
位階
- 1944年（昭和19年）6月1日 - 正三位[3]

勲章等
- 1940年（昭和15年）8月15日 - 紀元二千六百年祝典記念章[4]

## 家族

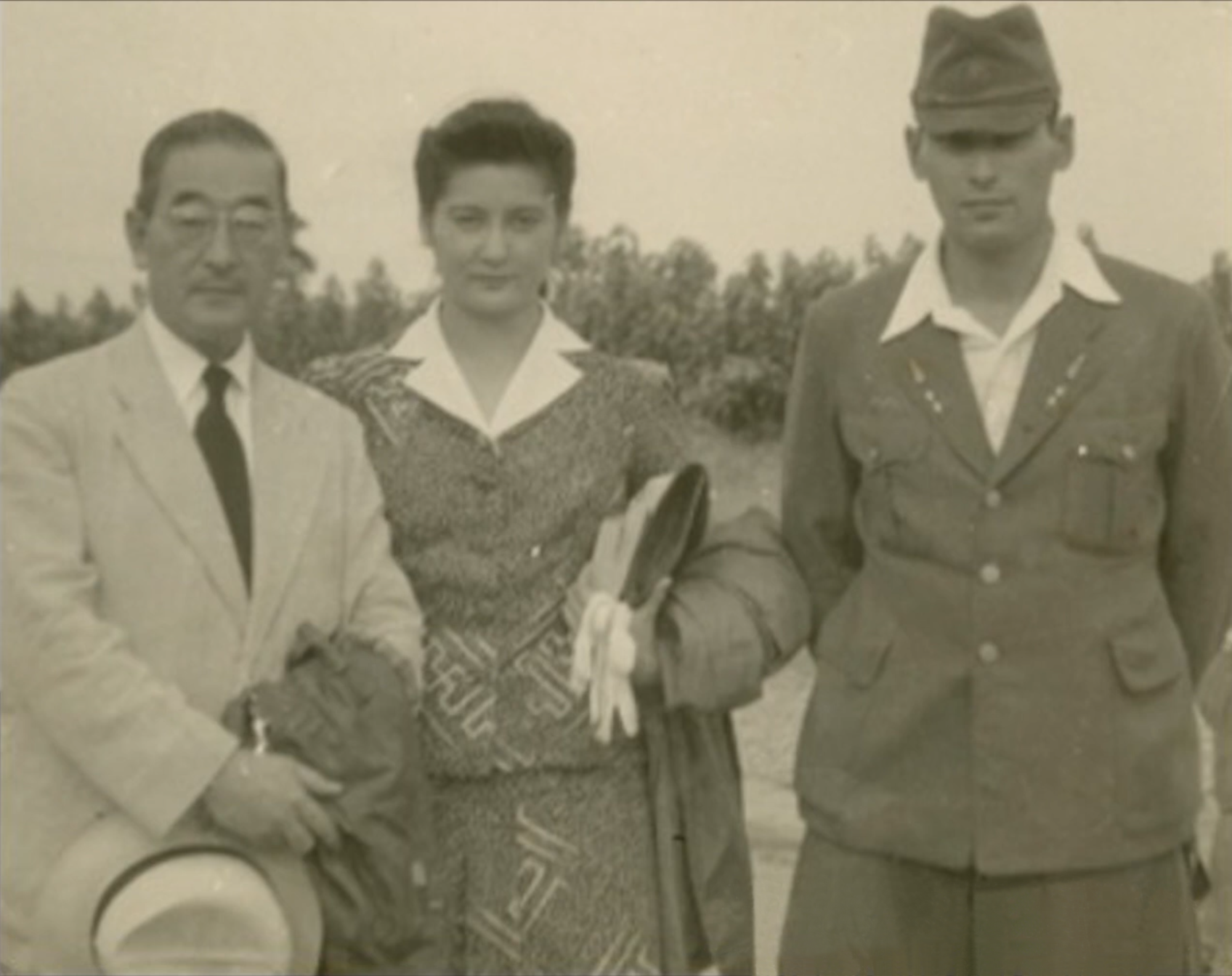
来栖三郎と妻・アリス・ジェイ・リトルと長男・来栖良（1941年頃）

- 父・来栖壮兵衛（1855－1917） ‐ は横浜船渠社長・横浜商工会議所副会頭を歴任。妻のあいは小野光景の妹[5]。
- 妻アリス・ジェイ・リトルはアメリカ人。イギリス人の両親のもとニューヨークで生まれたが、英国国教会牧師の父親を4歳のときに亡くし、二人の兄弟とともに母親に育てられた[6]。コロンビア大学中退[6]。兄が来栖の英語の家庭教師をしていたことから親しくなり、1914年に結婚し、1919年に夫と子供とともに来日[6]。黒髪と茶色の目を持ち、日本語はあまりできなかったが、周囲とも親しく交際し、病気で倒れた晩年の三郎のことも献身的に支えた[6]。三郎没後は養女を取りその一家と同居し、留学希望者や学生らに英語を教えて暮らした[6]。死後の世界を信じる神智学信者だったが、亡くなる数年前にローマンカトリック信徒となり、1973年に東京で没した[6][7]。
- 長男の良は帝国陸軍のエンジニア・パイロットとして、陸軍航空審査部附として勤務。航技大尉時代の1945年2月17日、米艦載機迎撃の為、四式戦「疾風」へ搭乗に向かう途中、急発進した一式戦「隼」のプロペラに接触し、即死（戦死）。最終階級は陸軍航技少佐。
- 長女・ジェイ（寿永、1915 - 1999）は、聖心女子学院卒業後、男爵高木喜寛の二男・兼光に嫁いだのち[8]、1948年に元アメリカ陸軍少将のウィリアム・J・マドックと結婚[9]、次女・ピア（輝、1926-)は、1947年に同じく陸軍軍人で進駐軍に務めていたフランク・ホワイトと横浜で結婚し、姉妹ともアメリカに移住した[10][11]。ピアは2020年1月に日米の外交関連のイベントに登壇するなど健在である。
- 甥は国連大使を歴任した松平康東[12]。

## 著作
- 『挑戦者米国に与ふ』ジャパン・タイムス社、1943年刊（＃外部リンク参照）
- 『泡沫の三十五年　外交秘史』文化書院、1948年刊（＃外部リンク参照）
  - 『泡沫の三十五年 日米交渉秘史』（中公文庫、1986年、改版2007年）、ISBN 978-4-12-204823-2
- 『日米外交秘話 わが外交史』創元社、1952年刊
  - 復刻「日本外交史人物叢書 第18巻」（ゆまに書房、2002年）、ISBN 4-8433-0684-3
- Kurusu Speaks（The Nippon Times Ltd., 1944年）（オンライン版）
  - 「日米交渉の経緯に就て　日本講演」1942年、講演録（上記の一部・日本語版）

## 演じた俳優
- 十朱久雄 - 『トラ・トラ・トラ!』（1970年、20世紀フォックス）
- 内田稔 - 大河ドラマ 『山河燃ゆ』（1984年、NHK）
- 鈴木瑞穂 - テレビドラマ『命のビザ』（1992年、フジテレビ）

## モデルとなった作品
- 『錨のない船』加賀乙彦（講談社 1982年） ISBN 9784062901017